# ABNormaal
ABNormaal was het debuutalbum van het Belgische hiphop-collectief ABN.
Het album kwam al snel onder de aandacht op Studio Brussel, waar de eerste single Algemeen Beskaafd Nederlandz - een samenwerking met rapper Def P van Osdorp Posse - veel gedraaid werd. Tevens deed het nummer het goed in De Afrekening, stond het hiphop-album een week lang in de Ultratop (binnenkomst 11 april 1998 op positie 45) en kreeg het album lovende kritiek in de pers. Dankzij het succes van de single en het album kwamen er al snel boekingen binnen in o.a. de Vooruit te Gent, de A.B te Brussel en stond de band op het hoofdpodium van Torhout/Werchter en Pukkelpop.
Daarnaast bevat het album twee nummers die zelden op radio of televisie te horen waren wegens hun controversiële teksten, maar wel beschouwd worden als 'hits'. Het betreft de nummers Politie Polutie (ft Too Tough van de Sint Andries MC's) en Barbiesnollen (ft. Vaginaal). Dit laatste nummer verscheen echter nooit op single.

## Tracklist[4]
1. De Nederhop-Invasie
2. Algemeen Beskaafd Nederlandz (ft. Def P)
3. Nadezak (ft. MHD)
4. Politie Polutie (ft. 2Tough)
5. Breinstorm
6. ABNormaal
7. Blah Blah Blah
8. Feestneus (ft. Jan De Rijck)
9. Ze is Weg
10. Ik Ben Wie Ik Ben
11. Soundcheck
12. Barbiesnollen (ft. Vaginaal)
13. Hiphopportunisme (ft. Metafora)
14. Koetjes en Kalfjes
15. Amerikakka
16. Macho's
17. Abnormale Remix
18. Straat-Ego (Trip) + Outro

## Meewerkende artiesten[5]
- Producer
  - Pita

- Muzikanten
  - Pita (programmatie, rap)
  - 2Tough (rap)
  - Def P (rap)
  - Dunne (rap)
  - Filip Ryelandt (pick ups, scratches)
  - Mhd (rap)
  - Quinte Ridz (rap)